# Chi Cá lá rau
Chi Cá lá rau (Danh pháp khoa học: Glaucosoma) là một chi cá biển và cũng là chi duy nhất trong họ Glaucosomatidae. Họ này theo truyền thống xếp trong phân bộ Percoidei thuộc bộ Cá vược (Perciformes), nhưng gần đây được tách ra để xếp trong bộ Pempheriformes (= Acropomatiformes).

## Phân bố
Các loài trong chi này phân bố ở Ấn Độ Dương, phía tây Thái Bình Dương và vòng quanh Australia.

## Các loài
Bốn loài hiện tại được công nhận bao gồm:
- Glaucosoma buergeri J. Richardson, 1845: Cá lá rau, cá lá sọc. Loài này có tại vùng biển Việt Nam.
- Glaucosoma hebraicum J. Richardson, 1845: Cá lá rau Tây Úc.
- Glaucosoma magnificum (J. D. Ogilby, 1915): Cá pecca trân châu vây chỉ.
- Glaucosoma scapulare E. P. Ramsay, 1881: Cá pecca trân châu.